# فريدي باينوم
فريدي باينوم (بالإنجليزية: Freddie Bynum)‏ هو لاعب كرة قاعدة أمريكي، ولد في 15 مارس 1980 في ويلسون في الولايات المتحدة.

## وصلات خارجية
- فريدي باينوم على موقع دوري كرة القاعدة الرئيسي (الإنجليزية)
- فريدي باينوم على موقع الدوري الياباني لكرة القاعدة (الإنجليزية)
- فريدي باينوم على موقعبيزبول رفرنس.كوم (الدوري الرئيسي) (الإنجليزية)
- فريدي باينوم على موقعبيزبول رفرنس.كوم (الدوري الثانوي) (الإنجليزية)
- فريدي باينوم على موقع إي إس بي إن.كوم (أم.أل.بي) (الإنجليزية)
- فريدي باينوم على موقع مشجعي الرسوم البيانية (الإنجليزية)